# Самит Вју (Вашингтон)
Самит Вју (енгл. Summit View) насељено је место без административног статуса у америчкој савезној држави Вашингтон.

## Демографија
По попису из 2010. године број становника је 7.236.
| Група             | 2000.    | 2010.         |
| Белци             | 0 (0,0%) | 5.106 (70,6%) |
| Афроамериканци    | 0 (0,0%) | 406 (5,6%)    |
| Азијати           | 0 (0,0%) | 479 (6,6%)    |
| Хиспаноамериканци | 0 (0,0%) | 649 (9,0%)    |
| Укупно            | 0        | 7.236         |